# Frogs Gallarate 1978
Nel 1978 il football americano in Italia era ancora in fase embrionale. Nel 1977 era stato giocato un "Torneo della stampa sportiva", in cui quattro squadre dai nomi italiani e sponsorizzate da giornali sportivi (in realtà, però, espressioni di altrettante basi NATO) si confrontarono sul terreno di Massa. Non si giocarono altri tornei con squadre italiane fino al 1980 (le squadre esistenti prendevano però parte alla Northern Italian Football League), ma nel 1978 fu giocato il primo incontro amichevole fra due squadre italiane, i Rhinos Milano e i Frogs Gallarate.
| Busto Arsizio 25 giugno 1978 | Frogs Gallarate | 0 – 34 | Rhinos Milano | Stadio Carlo Speroni |